# Benzyl acetat
Benzyl acetat là một hợp chất hữu cơ với công thức phân tử C9H10O2. Nó là ester được tạo ra bởi chưng cất rượu benzyl và axít acetic.Không tan trong nước,
Benzyl acetat được tìm thấy tự nhiên trong nhiều loại hoa. Nó là thành phần chính của các loại tinh dầu từ hoa nhài, ylang-ylang và tobira. Nó có mùi thơm ngọt ngào dễ chịu gợi nhớ của hoa nhài. Do đó, nó được sử dụng rộng rãi trong nước hoa và mỹ phẩm cho hương thơm của nó và trong hương liệu để tạo mùi táo và lê.
Đây là một trong nhiều hợp chất đó là hấp dẫn đối với con đực của các loài ong phong lan, chúng dường như đã thu thập các hóa chất tổng hợp pheromone; nó thường được sử dụng làm mồi nhử để thu hút và thu thập các con ong để nghiên cứu.
Benzyl acetat cũng được sử dụng như một dung môi trong chất dẻo và nhựa, cellulose acetat, nitrat, dầu, sơn mài, đánh bóng và loại mực.
Công thức cấu tạo: CH3COOCH2C6H5